# Демографски преход
Демографският преход е явление в демографията, при което преминаването от прединдустриална към индустриална икономическа система води до понижаване на нивата на смъртност и раждаемост и балансирането им на ново по-ниско ниво. Тъй като спадът на смъртността изпреварва във времето намалението на раждаемостта, демографският преход е свързан с нарастване на населението, като в края му то се стабилизира на ново по-високо ниво.
Демографският преход се наблюдава в почти всички страни в света, като в развитите страни той започва през 18 век и продължава в наши дни. В по-слабо развитите страни той започва по-късно и те се намират на по-ранен етап от процеса.
В България демографският преход започва през 20-те години на XX век с масираните мерки за предотвратяване на болести като туберкулоза, холера, петнист тиф, сифилис – в резултат на това през следващите десетилетия населението рязко нараства. Естественият прираст започва постепенно да намалява през 50-те години и през 80-те години достига близки до нулата стойности. Характерна особеност на демографския преход в България, наричан в световната литература „българска аномалия“, е относително дългото запазване на висока раждаемост в браковете и на ниска брачна възраст.